# Luhya (Sprache)
Luhya (auch Luyia, Luhia) ist eine Gruppe von Bantusprachen, die von der Ethnie der Luhya im Westen Kenias im Gebiet zwischen dem Viktoriasee und Mount Elgon gesprochen werden. Das Sprachgebiet reicht bis nach Uganda, wo eng verwandte Sprachen wie Masaba und Nyole gesprochen werden.

## Luhya Untergruppen
| Luhya-Untergruppe | Luhya-Sprache | ISO Sprachcode | Region                   |
| ----------------- | ------------- | -------------- | ------------------------ |
| Bukusu            | Lubukusu      | bxk            | Bungoma (Kenia)          |
| Idakho            | Luidakho      | ida            | Kakamega (Kenia)         |
| Ishukha           | Luisukha      | ida            | Kakamega (Kenia)         |
| Kabras            | Lukabarasi    | lkb            | Kakamega (Kenia)         |
| Khayo             | Olukhayo      | lko            | Busia (Kenia)            |
| Kisa              | Olushisa      | lks            | Butere/Mumias (Kenia)    |
| Maragoli          | Lulogooli     | rag            | Vihiga (Kenia)           |
| Marachi           | Olumarachi    | lri            | Busia (Kenia)            |
| Marama            | Olumarama     | lrm            | Butere/Mumias (Kenia)    |
| Nyala             | Lunyala       | nle            | Busia (Kenia)            |
| Nyole             | Olunyole      | nyd            | Vihiga (Kenia)           |
| Samia             | Lusamia       | lsm            | Busia, Kakamega – Uganda |
| Tachoni           | Lutachoni     | lts            | Lugari, Malava (Kenia)   |
| Tiriki            | Lutirichi     | ida            | Vihiga (Kenia)           |
| Tsotso            | Olutsotso     | lto            | Kakamega (Kenia)         |
| Wanga             | Oluwanga      | lwg            | Butere/Mumias (Kenia)    |

## Unterschiede zwischen den Luhya-Varietäten
| Deutsch | Kisa      | Maragoli  | Nyole                           | Wanga           |
| ------- | --------- | --------- | ------------------------------- | --------------- |
| ich     | eshie     | nzi       | ise                             | esie            |
| Wort    | amakhuwa  | makuva    | amang'ana, amakhuwa             | amakhuwa        |
| Stuhl   | eshifumbi | ndivi     | indebe                          | eshisala        |
| Kopf    | omurwe    | mutwi     | omurwe                          | om'rwe          |
| Geld    | amapesa   | mang'ondo | amang'ondo, am'mondo, etsilupia | amapesa, irupia |

### Unterschiede zwischen den Bantusprachen
| Deutsch            | Luhya                               | Luganda       | Swahili | Kikuyu                  | Lingála  | Shona       | Zulu     |
| ------------------ | ----------------------------------- | ------------- | ------- | ----------------------- | -------- | ----------- | -------- |
| Person oder jemand | mundu, omundu                       | muntu         | mtu     | mundu (Aussprache modo) | moto     | munhu       | umuntu   |
| Kinder             | abana, baana, otwana, orwana, vaana | baana, abaana | wana    | twana                   | abatwana | abantwana   | umntwana |
| Hund               | imbwa                               | mbwa, embwa   | mbwa    | ngui (Aussprache gui)   | mbwa     | mbwa, Imbwa | inja     |

## Einige Luhya-Phrasen

### Im Dialekt der Tiriki oder Idakho
- Mlembe – Hallo/Guten Tag
- Kuka – Opa (auch als scherzhafter Kosename)
- Orio – Danke
- Mbwena? – Wie geht’s?
- Amalayi – Mir geht’s gut.
- Otekha sina? – Was kochst du?
- Ndekhanga obusuma nende lisukuma – Ich koche Ugali (Maispolenta) und sukuma wiki (Kohlrabiblättergemüse).

### Im Dialekt der Maragoli
- Mrembe – Hallo/Guten Tag
- Guga – Opa (auch als scherzhafter Kosename)
- asande – Danke
- ovorandi – Wie geht’s?
- mbeye umulamu – Mir geht’s gut.
- odeka kindiki? – Was kochst du?
- Ndekhanga obusuma nende lisukuma – Ich koche Ugali (Maispolenta) und sukuma wiki (Kohlrabiblättergemüse).